# Liddes
Liddes är en ort och kommun i distriktet Entremont i kantonen Valais, Schweiz. Kommunen har 755 invånare (2023).